# ديك ديس
ديك ديس هو صيدلي وسياسي هولندي، ولد في 13 ديسمبر 1944 في Oostburg ‏ في هولندا. نشط حزبياً في حزب الشعب من أجل الحرية والديمقراطية. وقد انتخب عضو مجلس الشيوخ في هولندا ‏ (13 يونيو 1995 – 12 يونيو 2007) وانتخب عضو مجلس نواب هولندا ‏.